# H/S Dronningen
 For alternative betydninger, se Dronningen (skib). (Se også artikler, som begynder med Dronningen (skib))
H/S Dronningen, senere H/S Samsø var en dansk hjuldamper. Skibet blev bygget 1876 på værftet Sir Raylton Dixon & Co. Ltd. i Middlesbrough, England og sejlede først for Hans K. Kirsebom, Kristiansund. I 1888 blev skibet købt af Det Forenede Dampskibs-Selskab og indsat i rutefart mellem Kalundborg og Aarhus. 
I 1916 solgte DFDS skibet til Dansk Kartoffel- og Gemyse Eksport A/S i Kalundborg, som omdøbte det til Samsø. 
I 1918 blev skibet den 1. maj ramt af en torpedo eller sømine i Nordsøen ud for Sunderland. Hele forskibet blev sprængt væk og skibet sank næsten øjeblikkeligt, og kun tre af besætningen på 12 mand blev reddet. Vraget er ikke lokaliseret.
Der findes fotografier af skibet på Museet for Søfart (i Kalundborg ca. 1910, SR-nr. 614:53, negativnr. A. 7083) og i Kalundborg Lokalarkiv (to fotografier optaget mellem 1901 og 1908 af cand.pharm. Otto Grandjean Aagaard (1880-?)). Skibet er også fotograferet på Helsingør Skibsværft og Maskinbyggeri, hvor det på et tidspunkt blev repareret (privateje). Der findes desuden et maleri af skibet fra ca. 1890 i Den Gamle Bys samlinger.